# Jules Cassien
Pour les articles homonymes, voir Cassien.
Jules Cassien est un auteur gnostique chrétien d'Alexandrie datant de la fin du IIe ou du début du IIIe siècle, représentant du courant « encratite », ascétisme extrême qui condamnait le mariage, s'abstenant de l'usage de la viande et du vin.

## Doctrine
Comme pour nombre de penseurs chrétiens des premiers siècles, on ne connaît Cassien que par ses détracteurs, les apologètes et hérésiologues chrétiens de l'orthodoxie qui s'est progressivement forgée au contact des multiples christologies de l'époque.
Quelques extraits de ses écrits, qui comptait plusieurs livres d' Exegetica, sont conservés au travers de l'œuvre de Clément d'Alexandrie. Certain lui ont attribué l'Évangile de vérité trouvé à Nag Hammadi sans toutefois que cela puisse être prouvé. 
Jules Cassien est considéré comme un valentinien qui se serait séparé du reste de cette école gnostique à propos du mariage, regardant celui-ci comme un péché, allant même jusqu'à interdire la procréation en s'appuyant sur une épitre de Paul de Tarse, dans des conceptions le rapprochant des théories de Tatien. Clément d’Alexandrie et Jérôme de Stridon en font le plus violent doctrinaire de l’encratisme tandis que Clément voit en lui, de manière erronée, le fondateur du docétisme.
D'après Ernest Renan, « l'avènement du royaume de Dieu lui apparaissait comme la suppression des sexes et de la pudeur » et Cassien « associa au docétisme une horreur des œuvres de la chair qui le conduisit à une sorte de nihilisme destructeur de l'humanité »

## Sources partielles
- David Brons, Notable Valentinian Personalities, sur le site de la Gnostic Society Library, article en ligne
- Ernest Renan, Marc Aurèle ou La fin du monde antique, 1882, ch. X, en ligne sur wikisource